# 須賀川市立第一中学校
須賀川市立第一中学校（すかがわしりつ だいいちちゅうがっこう）は、福島県須賀川市稲荷町にある市立中学校。

## 概要
略称は「須一中」。教育目標として、知性、友愛、健康の3つを掲げる。2011年10月22日に開催された全日本吹奏楽コンクール中学の部に吹奏楽部が初出場し銅賞を獲得した。

## 沿革
- 1948年6月 - 須賀川町立第二中学校を新設・分離、須賀川町立第一中学校と名称変更し同年10月に移転。
- 1951年6月 - 再度新校舎を建築し移転

## 部活動
- 運動系部活動
  - 野球部
  - バスケットボール部
  - サッカー部
  - バレーボール部
  - 卓球部
  - 剣道部
- 文化系部活動
  - 美術部
  - コンピュータ部
  - 合唱部
  - 吹奏楽部

## 関係者

### 出身者
- 市村喜雄（須賀川市議会議員）
- 円谷幸吉（マラソン選手）
- 鈴木央（漫画家）
- 柴田徹 (プロサッカー選手)
- 大寺正晃（須賀川市長）

## 生徒暴行傷害事件
2003年10月18日、2年の男子生徒（部長）が柔道の部活動中に足を痛めて休んでいた1年の女子生徒（当時13歳）に払い腰をかけ相当程度の強さで数回投げた。その後説教している時に女子生徒が急性硬膜下血腫で倒れ意識不明の重体となる。学校側は本来実施すべきである聞き取り調査を行わず、「女子生徒には持病があり、今回の事件はそれが原因で起きたものである。練習自体に問題は無かった」と保護者に対し説明を行う（女子生徒には学校側が説明したような持病の事実はなかった）。また学校側が市の教育委員会に提出した報告書には、生徒の親が「柔道部や学校の責任ではなく、部員や先生方に心配をかけて申し訳ない」と、実際にはなかった会話が記されていた。
女子生徒の両親は顧問と副顧問を刑事告訴したが不起訴処分となる。市、県、男子生徒に損害賠償を求めた訴訟では市と県に約1億5600万円、男子生徒についても暴行の事実を認め市、県とともに330万円の支払いを命じた。その後市は遅延損害金を含めた損害賠償金1億7838万円余を支払った。
市教育委員会による再検証報告書では、男子生徒が女子生徒に技をかけたことや大声で注意していたことが明らかになった。また受け身の技能が未熟な女子生徒が1か月前に頭部打撲で入院した後も練習における配慮がされなかったことや、顧問の立ち会いがなかったことが指摘されている。なお、女子生徒に対するいじめはなかったとされている。
テレビ朝日「スーパーモーニング」取材クルー、被害者の母『隠蔽 須賀川一中柔道部「少女重体」裁判』幻冬舎、2009年6月25日。ISBN 978-4344016880。 ※上記事件について学校の対応と裁判を扱った書籍。